# Федотов, Игорь Александрович
Игорь Александрович Федотов (род. 10 июня 1976) — российский футбольный судья всероссийской категории.
Выпускник «Центра „Футбольный арбитр“» 2006 года. 9 апреля 2005 года дебютировал помощником судьи на матче молодёжного первенства России ЦСКА — «Крылья Советов» (2:1). Первый матч на профессиональном уровне главным судьёй отработал 28 сентября 2006 («Елец» — «Лобня-Алла» 3:2, второй дивизион). В премьер-лиге в качестве главного судьи дебютировал 11 сентября 2011 года в матче «Спартак-Нальчик» — «Ростов» (0:1).
На видеохостинге YouTube ведёт авторскую программу «Судейство с Игорем Федотовым», где разбирает спорные судейские решения в чемпионате России и Кубке.